# Lamosfalva
Lamosfalva (1899-ig Lipócz, szlovákul Lipovec) község Szlovákiában, a Zsolnai kerületben, a Turócszentmártoni járásban.

## Fekvése
Turócszentmártontól 3 km-re északra, a Kis-Fátra déli lábánál, a Vág jobb partján fekszik. Határának legnagyobb részét erdő borítja.

## Története
1374-ben I. Lajos király Zólyomlipcse várában kelt oklevelében említik először, bár a falu valószínűleg már a 13. század közepén is létezett. Magyar nevét egy 15. századi személynévből kapta. 1431-ben egy birtokvita kapcsán „Lamos” néven említik. 1437-ben a turócszentmártoni nemesi gyűlésen Luxemburgi Zsigmond király Héderváry Lőrinc útján megerősíti az itteni nemeseket jogaikban, ekkor „Lypowcz” alakban említik. A községet gyakran fenyegették a Vág folyó árvizei. Nagyobb árvizet szenvedett el 1557-ben. Egyházilag Szucsány filiája volt. 1570 körül lakói reformátusok lettek. 1593-ban ismét nagyobb árvíz pusztította. 1600-ban a Lamos család nemesi címert kapott. Árvíztől szenvedett 1697-ben is. 1785-ben 40 házában 202 lakos élt, közülük 90 nemes.
A 18. század végén Vályi András így ír róla: „Lipovecz. Tót falu Túrócz Várm. földes Urai Lipówszky és Lamos Uraságok, lakosai leg inkább evangelikusok, fekszik Szucsánhoz 1/2 mértföldnyire, és annak filiája, a’ hegyeknek északi részeiben láttanak bányáknak nyomai, nem régen pedig újjat találtak fel Vág vize partyánál, mellyet a’ nemesebb értzekhez való jó reménységgel munkálnak: ezen hegyeken sok ketskéket legeltetnek a’ Liptócziak, határja középszerű.”
Árvíz pusztította 1811-ben is. A legnagyobb árvizet 1813 augusztusában szenvedte el. 1828-ban 30 háza volt 152 lakossal. Lakói mezőgazdasággal, juhtenyésztéssel, szénégetéssel foglalkoztak.
Fényes Elek 1851-ben kiadott geográfiai szótárában így ír a faluról: „Lipócz, tót falu, Thurócz vmegyében, a Vágh jobb partján, hol az egy szigetet formál. Lakja 16 kath. 136 evang. Erdeje roppant; juhai számosak. F. u. többen. Ut. p. Rudnó.”
A trianoni diktátumig Turóc vármegye Turócszentmártoni járásához tartozott.
1944. szeptember 5-én a német megszállók felégették, a háború után épült újjá. 1949 és 1955 között Turócszentmártonhoz tartozott.

## Népessége
| Év:            | 1994. | 2004.    | 2014.    | 2024.   |
| -------------- | ----- | -------- | -------- | ------- |
| Emberek száma: | 672   | 844      | 948      | 912     |
| Eltérés:       |       | +25,59 % | +12,32 % | -3,79 % |

| Év:            | 2023. | 2024.   |
| -------------- | ----- | ------- |
| Emberek száma: | 921   | 912     |
| Eltérés:       |       | -0,97 % |

1880-ban 355 lakosából 342 szlovák és 1 magyar anyanyelvű volt.
1910-ben 354-en lakták, ebből 349 szlovák és 3 magyar anyanyelvű.
1930-ban 394 lakosából 391 csehszlovák és 1 magyar volt.
1991-ben 656-an lakták, ebből 636 szlovák és 3 magyar.
2001-ben 784-en lakták, ebből 755 szlovák és 2 magyar.
2011-ben 932-en lakták: 866 szlovák, 13 cseh, 3-3 lengyel és morva, 1-1 magyar és orosz, 3 egyéb, továbbá 42 ismeretlen nemzetiségű.

## Nevezetességei

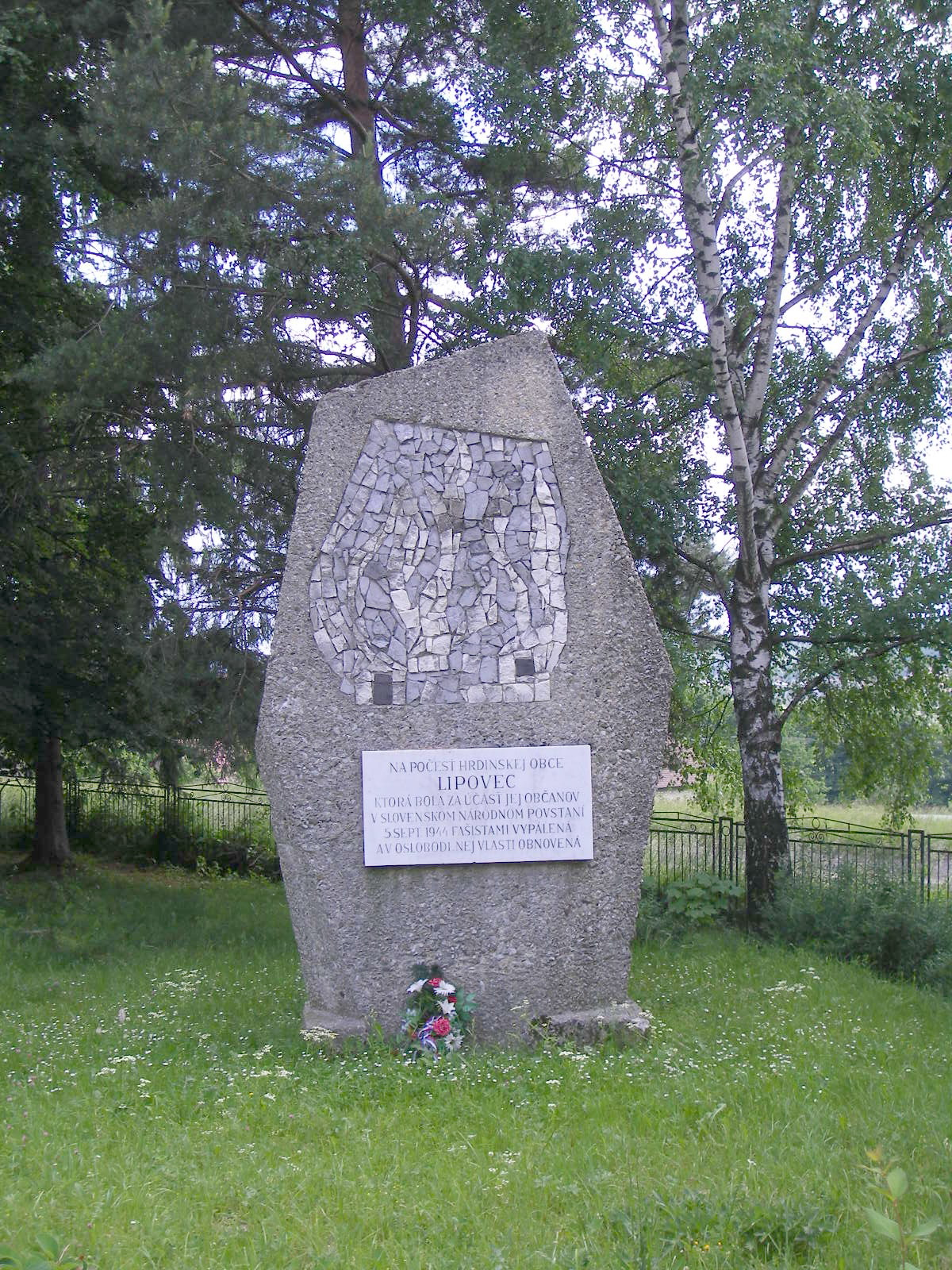
A falu 1944-es felégetésének emlékműve

- A falu a környező hegyekbe vezető turistautak kedvelt kiindulópontja.

## Külső hivatkozások
- Hivatalos oldal
- Községinfó
- Tourist-channel.sk
- Lamosfalva Szlovákia térképén
- Travelatlas.sk
- E-obce.sk[halott link]